# Serpico
Serpico (v anglickém originále Serpico) je italsko-americký kriminální film z roku 1973. Režisérem filmu je Sidney Lumet. Hlavní role ve filmu ztvárnili Al Pacino, John Randolph, Jack Kehoe, Biff McGuire a Barbara Eda-Young.

## Ocenění
Al Pacino získal za svou roli v tomto filmu Zlatý glóbus. Nominován byl dále na Oscara a cenu BAFTA. Film byl dále nominován na Oscara v kategorii nejlepší scénář, na Zlatý glóbus v kategorii nejlepší dramatický film a na cenu BAFTA v kategoriích nejlepší hudba a režie.

## Obsazení
| Al Pacino         | Frank Serpico     |
| John Randolph     | Sidney Green      |
| Jack Kehoe        | Tom Keough        |
| Biff McGuire      | McClain           |
| Barbara Eda-Young | Laurie            |
| Cornelia Sharpe   | Leslie Lane       |
| Tony Roberts      | Bob Blair         |
| John Medici       | Pasquale Serpico  |
| M. Emmet Walsh    | Gallagher         |
| F. Murray Abraham | partner detektiva |
| Sam Coppola       | policista         |